# Iso Venejärvi
Iso Venejärvi är en sjö i Finland. Den ligger i kommunen Rovaniemi i landskapet Lappland, i den norra delen av landet, 800 km norr om huvudstaden Helsingfors. Iso Venejärvi ligger 189,2 meter över havet. Den är 18 meter djup. Arean är 2,35 kvadratkilometer och strandlinjen är 19,42 kilometer lång. Sjön  ingår i Kemi älvs huvudavrinningsområde. 